# Dryopteris tricellularis
Dryopteris tricellularis är en träjonväxtart som beskrevs av J. P. Roux. Dryopteris tricellularis ingår i släktet Dryopteris och familjen Dryopteridaceae. Inga underarter finns listade.